# Ratt
I Ratt sono stati un gruppo musicale heavy metal formato nel 1978 a San Diego, California.
Considerati tra i protagonisti della scena hair metal di Los Angeles, i Ratt risultarono uno dei gruppi rock più popolari degli anni ottanta. La formazione storica era composta dal cantante Stephen Pearcy, i chitarristi Robbin Crosby e Warren DeMartini, il bassista Juan Croucier, ed il batterista Bobby Blotzer. Con il loro debutto discografico autoprodotto, l'EP omonimo Ratt (1983), furono notati dalla Atlantic Records. Il primo full-length, Out of the Cellar (1984), ottenne un enorme riscontro, raggiungendo la Top Ten americana e vendendo oltre tre milioni di copie. Round and Round, il primo singolo estratto, raggiunse la 12ª posizione, confermando l'elevato potenziale del quintetto. Il secondo album, Invasion of Your Privacy (1985), divenne multi-platino come il suo predecessore e vendette oltre due milioni di copie. Entrambi i successivi Dancing Undercover (1986) e Reach for the Sky (1988) continuarono sulla scia del successo, permettendo al gruppo intensi tour con tutto esaurito. Il quinto album, Detonator decretò il declino e lo scioglimento del gruppo. Hanno venduto finora 11 milioni di album negli Stati Uniti e si stima circa 20 milioni in tutto il mondo. Il canale VH1 ha classificato i Ratt al numero 79 posto nella classifica dei più grandi 100 artisti hard rock.

## Storia

### Mickey Ratt

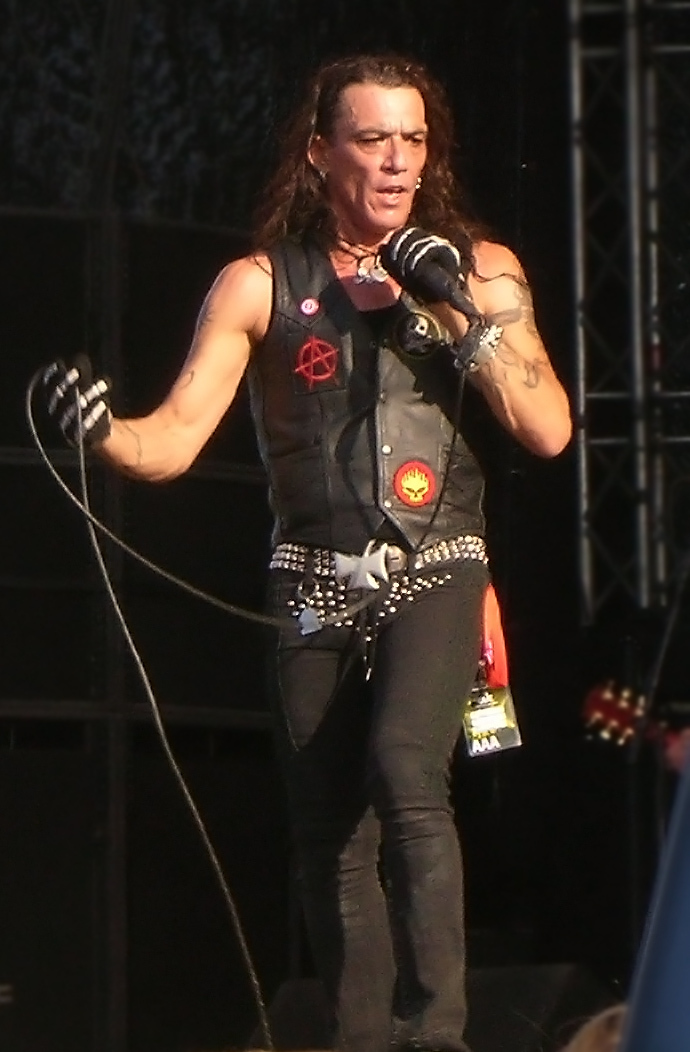
Stephen Pearcy (2008)

Prima che la band divenisse famosa sotto il nome di Ratt, il gruppo esordì più precisamente con il nome di Mickey Ratt. Tuttavia non sarebbe corretto parlare ancora di Ratt, poiché l'unico membro sopravvissuto alla band successiva fu il frontman Stephen Pearcy. Le origini del gruppo risalgono al 1978 quando venne fondata a San Diego la band Mickey Ratt, fronteggiata dal cantante Stephen Pearcy, il chitarrista Chris Hager, il bassista Matt Thorr (Matt Thorne), ed il batterista John Turner. Nel 1980 la band si ricollocò a Los Angeles per incrementare le possibilità di trovare un accordo con una etichetta discografica. Poco dopo, il batterista John Turner abbandonò la formazione, venendo rimpiazzato da David Alford. Più tardi lo stesso anno, il chitarrista Jake E. Lee (all'epoca noto come Jake Lou Williams) raggiunse la band incidendo il singolo Dr. Rock / Driving on E, per sole cento copie. Questo permise al gruppo di esordire nei locali di Los Angeles.

### La nascita
Nel 1981 il nome della band venne accorciato in Ratt e Matt Thorr abbandonò il progetto. A sostituirlo fu Joey Cristo (Joey Cristofanelli). La formazione però ebbe breve vita, poiché Lee, Alford, Hager e lo stesso Cristo abbandonarono presto la band per fondare assieme i Rough Cutt nel tardo 1981, capitanati dal frontman Paul Shortino. Subito dopo la dipartita di Jake E. Lee dai Ratt, si presentò alle audizioni Tracii Guns, all'epoca proveniente dalla band Pyrrus. Tuttavia egli non venne incluso nella formazione, e nell'immediato 1983 fonderà gli L.A. Guns con l'amico Axl Rose.
A sostituzione dei precedenti membri, si aggiunsero alla band il chitarrista Mick Sweda, che raggiunse la formazione nel giugno di quell'anno, il bassista Juan Croucier (Dokken) ed il batterista Khurt Maier. Croucier all'epoca manteneva un rapporto parallelo anche con i Dokken, ed aveva registrato con questi il loro debutto discografico, Breakin' the Chains nel 1981. I Ratt composero il brano Tell the World per la compilation Metal Massacre uscita nel giugno 1982.
Jake E. Lee dopo un breve periodo nei Rough Cutt, entrò nei Dio, e nell'ottobre 1982 nella formazione di Ozzy Osbourne, a sostituzione del temporaneo Brad Gillis (Night Ranger), che a sua volta aveva rimpiazzato il defunto Randy Rhoads. Anche Joey Cristo abbandonò i Rough Cutt, e venne sostituito dall'altro ex bassista dei Ratt, Matt Thorr. Cristo raggiungerà più avanti i Sin e i Jag Wire. Nell'ottobre 1982, Mick Sweda abbandonò la band. Dopo questo periodo, Sweda militerà per un anno nei King Kobra nel 1986, per poi fare strada con i BulletBoys pochi mesi dopo. A sostituzione di Sweda subentreranno i chitarristi Warren DeMartini e Robbin Crosby. Inizialmente questa formazione vedeva Gene Hunter al basso. Anche Maier lasciò il gruppo nel 1982 e venne rimpiazzato da Bobby Blotzer (Robert John Blotzer), che aveva collaborato alla registrazione delle prime demo dei Dokken, con il fratello di Juan, Tom Croucier. Khurt Maier intraprenderà in futuro altri progetti, e nel 1986 sarà membro dei Salty Dog con cui pubblicò il disco Every Dog Has Its Day per la Geffen, ma il gruppò non avrà seguito.
Infine i Ratt saranno quindi composti da Pearcy, dal bassista Croucier, dai chitarristi Crosby e DeMartini, e dal batterista Bobby Blotzer. DeMartini aveva solo 18 anni quando venne contattato dalla band.

### Il successo

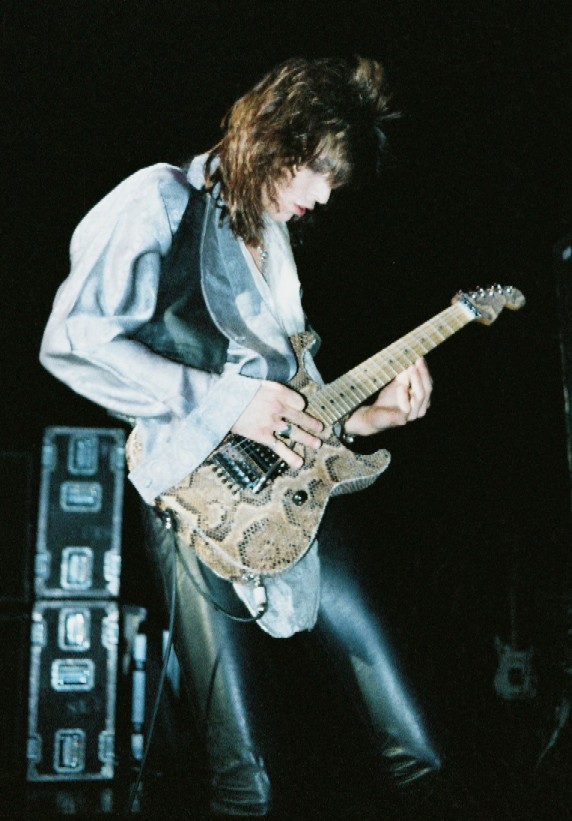
Warren DeMartini (1986)

Raggiunta finalmente una formazione stabile composta da Pearcy, DeMartini, Crosby, Croucier e Blotzer, i Ratt inizieranno a dedicarsi alla composizione di nuovo materiale. Nel luglio 1983 la band realizza il primo EP intitolato semplicemente Ratt per l'etichetta indipendente Time Coast Records e con la produzione di Liam Sternberg. Con questo esordio la band iniziò ad attirare pubblico anche al di fuori del sud California. Questo conteneva la hit You Think You're Tough, versioni embrionali dei brani Back for More e You're in Trouble che saranno in seguito reinterpretati per l'album Out of the Cellar, oltre alla cover di Rufus Thomas Walking the Dog. Questa traccia inoltre era già stata ripresa dagli Aerosmith, che l'avevano inclusa nel loro omonimo Aerosmith (1973). L'EP omonimo fu un grande successo, e vendette circa un milione di copie.
Grazie alla notorietà ottenuta, la band venne notata dalla Atlantic Records con cuì firmerà un contratto discografico. Immediatamente il quintetto si mise al lavoro per comporre il nuovo disco. Nel marzo 1984 venne così pubblicato il primo full-length, Out of the Cellar, prodotto da Beau Hill. Da qui si aprirono per la band le porte del successo. L'album, grazie alla hit Round and Round, e l'altro singolo Wanted Man, conquistò le chart statunitensi. Riuscirono a superare le vendite di Shout at the Devil dei concittadini Mötley Crüe, vendendo oltre due milioni di copie solo negli States e guadagnando così il platino. I tour di supporto al disco riempirono le arene negli States e diedero loro fama e fortuna. I tour di supporto si svolsero al fianco di grandi artisti come Ozzy Osbourne, Bon Jovi, Mötley Crüe e Billy Squier. Sulla copertina dell'album comparve l'attrice e modella Tawny Kitaen, che aveva già posato per la copertina del precedente EP. Essa inoltre partecipò al videoclip del brano Back for More. Il suo lavoro con i Ratt le permise di acquisire una certa fama divenendo una celebrità. Apparirà infatti in film, programmi tv e videoclip, come alcuni dei Whitesnake. La Kitaen avrà infatti una relazione con il cantante dei Whitesnake, David Coverdale per alcuni anni.
L'anno successivo, nel giugno 1985, la band consolida il successo con Invasion of Your Privacy, da cui vennero estratte le hit  You're in Love e Lay It Down fortemente sponsorizzate da MTV e dalle radio. Un paio di mesi dopo, viene realizzata una VHS intitolata Ratt: The Video. Questo includeva i videoclip estratti da Ratt EP, Out of the Cellar e Invasion of Your Privacy. La cassetta è attualmente fuori produzione ed è molto difficile da reperire. Allo stesso tempo la Atlantic Records ri-pubblicò il primo EP del 1983. La modella sulla copertina dell'album è la playmate Marianne Gravatte che apparì anche nel videoclip di Lay It Down. I Ratt furono tra i primi a proporre una modella sulla copertina di un album heavy metal e faranno diventare questo un cliché della corrente. Successivamente infatti molti gruppi imitarono questa manovra, come Bon Jovi, Great White, Britny Fox, Scorpions, Slaughter, Krokus, Hurricane, L.A. Guns, Steelheart, FireHouse e molti altri. La band suscitò anche la curiosità dei media, infatti Robbin Crosby si fece notare con diverse modelle come Tawny Kitaen, Apollonia Kotero e la coniglietta di Playboy Laurie Carr. Nel primo 1986 i Ratt suonarono nel Regno Unito per il loro primo tour britannico, aprendo per Ozzy Osbourne e per finire al festival Monsters of Rock a Castle Donington. Tornando in patria, la band suonò da spalla ai Bon Jovi.
Il terzo album Dancing Undercover, prodotto sempre da Beau Hill, uscì in agosto 1986. I Ratt sperimentarono una nuova formula indurendo le sonorità ispirandosi anche al thrash metal ed evitando le power ballad. Nonostante queste nuove linee musicali, il disco conquistò l'oro in un mese negli States, e nel primo 1987, il successo li porterà a suonare con i Cheap Trick e successivamente con i Poison e Queensrÿche. L'album fu nuovamente platino grazie ai singoli Dance, Slip of the Lip e Body Talk, quest'ultimo presente anche nella colonna sonora del film Il bambino d'oro con Eddie Murphy.
La band incide il quarto album, Reach for the Sky nel novembre 1988. Durante questo periodo iniziò un leggero declino; la vecchia formula che aveva decretato il successo della combo californiana iniziò a cedere. Cominciarono a piovere critiche da parte dei fans e recensori, che accusavano la band di aver perso l'ispirazione e la creatività. A peggiorare la situazione si aggiunsero i problemi con l'alcol e la droga. Tuttavia, il disco conquistò il platino, e vennero apprezzati in particolar modo i brani Way Cool Jr. e I Want a Woman, considerati classici del gruppo. Un terzo singolo, What's It Gonna Be, era stato inizialmente pianificato ma fu poi accantonato e utilizzato solo come lato B. Dopo questo periodo di crisi, i Ratt decisero di licenziare il produttore Beau Hill arruolando Sir Arthur Payson, pseudonimo con cui si volle presentare per l'occasione il noto produttore Desmond Child.

### Il declino
Il quinto album intitolato Detonator venne pubblicato nell'agosto 1990. Lanciato dalle hit Shame Shame Shame e Lovin' You's a Dirty Job, non venne però accolto calorosamente dalla critica. Il produttore Desmond Child collaborò alla composizione di diversi brani oltre a partecipare come corista, mentre Jon Bon Jovi contribuì ai cori nel brano Heads I Win, Tails You Lose. Per la prima volta è anche presente una power ballad, Givin' Yourself Away, scritta con Diane Warren. Questo fu inoltre il primo disco dei Ratt a non ottenere il platino, conquistando comunque l'oro. Realizzato poco prima dell'esplosione dell'era grunge nei primi anni novanta, segnò la fine di un'epoca, e sarà l'ultimo disco prima del momentaneo scioglimento.
I Ratt parteciparono al primo MTV Unplugged svoltosi l'11 agosto 1990 all'Ed Sullivan Theater di Manhattan, New York, per promuovere il nuovo album, esibendosi con le Vixen. Una versione acustica di Way Cool Jr. proveniente da questa esibizione sarà anni dopo inserita nella raccolta Tell the World: The Very Best of Ratt. Durante lo show, Michael Schenker sostituì Robbin Crosby che non poté partecipare ufficialmente per malattia. Da qui nacque l'accordo tra alcuni membri per formare un supergruppo, composto da Schenker, Share Pedersen delle Vixen e Bobby Blotzer dei Ratt, chiamato Contraband. A completare la formazione vennero aggiunti anche il cantante Richard Black degli Shark Island ed il chitarrista Tracii Guns degli L.A. Guns. La superband firmò poi per la Impact Records, cominciando a lavorare per il futuro disco. L'omonimo Contraband venne pubblicato nel 1991, ma non ottenendo alcun successo, decretò lo scioglimento del progetto.
Durante uno show dei Ratt al Sun Plaza di Tokyo, Giappone, durante il tour mondiale di Detonator, l'esibizione del chitarrista Robbin Crosby, sotto uso di droghe, cominciò a dimostrarsi preoccupante. Mentre la band suonava la nota hit Round and Round, Crosby sbagliò l'assolo di chitarra, andando fuori nota davanti a migliaia di persone nell'arena. Dopo lo show, Robbin abbandonò la band per la vergogna. In temporanea sostituzione venne arruolato Michael Schenker per un breve periodo. Nel 1991, Schenker abbandonò la band e i Ratt ormai rimasti un quartetto, incisero il brano Nobody Rides for Free, che partecipò alla colonna sonora del film Point Break - Punto di rottura (1991) con Patrick Swayze e Keanu Reeves.
La Atlantic Records realizzò una compilation, Ratt & Roll 81-91 nel settembre 1991. Il disco presentava più tracce di Detonator, che di altri dischi, probabilmente per valorizzare il loro ultimo album. La raccolta, uscita solo un mese dopo il celebre Nevermind dei Nirvana, non riscosse buone vendite. Mentre le band grunge e alternative rock facevano strada, le hair metal band come i Ratt vennero abbandonate dalle major discografiche. La Atlantic scaricò la band affermando che altre heavy metal band da loro gestite, come gli Skid Row, vendevano ancora bene. Si sciolsero pochi mesi dopo nel 1992.

### Dopo lo scioglimento
Nel febbraio 1992, Stephen Pearcy, dopo aver abbandonato il progetto, decise di formare un'altra band dal nome di Arcade. Facevano parte della band anche l'ex batterista dei Cinderella Fred Coury e l'ex chitarrista dei Sea Hags Frankie Wilsex (Frank Wilsey). Dopo aver pubblicato due album Arcade (1993) e A/2 (1994), il quartetto cessò l'attività dati gli insuccessi. Successivamente Pearcy formò un'altra band chiamata Vertex, le quali sonorità saranno ispirate all'industrial metal. I Vertex saranno composti anche dall'ex chitarrista dei Savatage e Alice Cooper, Al Pitrelli, e l'ex bassista di Ozzy Osbourne, dei Rainbow e degli Uriah Heep, Bob Daisley. Nel frattempo, Bobby Blotzer e Juan Croucier si dedicarono alla produzione di band emergenti. Warren DeMartini entrò nei Whitesnake in tour nel 1994 mentre poco dopo si dedicò alla carriera solista pubblicando gli album Surf's Up! (1995) e Crazy Enough to Sing to You (1996). Nel 1994 a Robbin Crosby venne diagnosticata un'infezione da virus HIV, che diventerà poi AIDS.

### Reunion

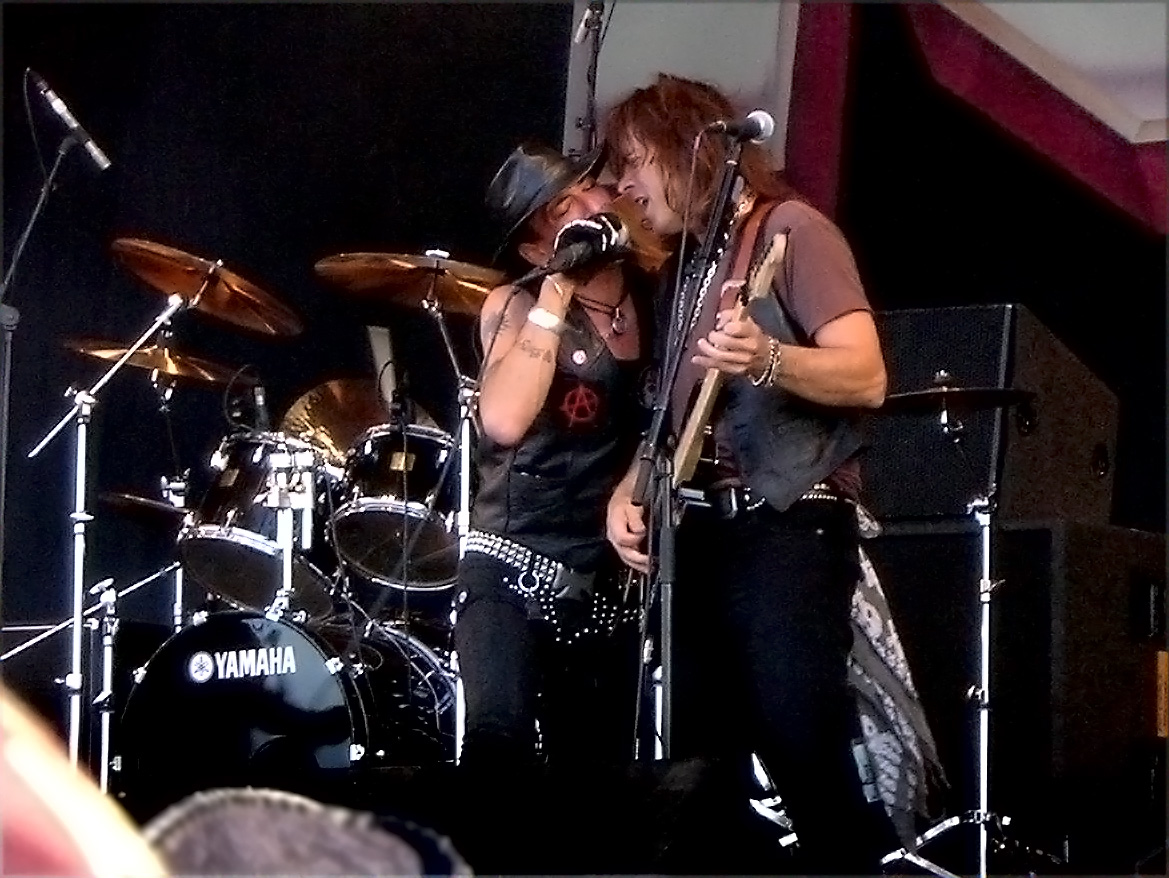
Stephen Pearcy e Warren DeMartini in concerto allo Sweden Rock Festival 2008

Nel 1996, i Ratt si riformarono in quattro, composti da Pearcy, DeMartini, Blotzer, ed il nuovo membro Robbie Crane (ex componente del progetto solista di Vince Neil) nel ruolo di bassista. La band nuovamente avviata, pubblicò nel 1997 la raccolta Collage, che raccoglieva b-side e nuove versioni di brani risalenti al periodo dei Mickey Ratt. Il disco nulla aggiunge a ciò che il gruppo aveva già detto. Nel 1999, i Ratt si assicurarono un nuovo contratto discografico con la Sony Music. Nello stesso 1999, dopo nove anni, il gruppo pubblicò un nuovo full-length, Ratt ed orientandosi su sonorità blues rock e hard rock. L'album è comunemente chiamato anche 1999, per non confonderlo con l'omonimo EP del 1983. Prodotto da Richie Zito, il nuovo disco vedeva le partecipazioni esterne di Jack Russell dei Great White e Jack Blades dei Night Ranger che diedero una mano nelle composizioni. Alla sua uscita venne pesantemente criticato dai fans e dalla critica, accusando i californiani di aver perso la grinta e l'originalità di un tempo, e Pearcy di aver perso le sue doti vocali: l'album risultò infatti un fallimento commerciale. Successivamente, i Ratt aggiunsero il secondo chitarrista Keri Kelli, già membro di band come Big Bang Babies, Dad's Porno Mag, The Newlydeads e Pretty Boy Floyd.
Nel 2000, Pearcy abbandona nuovamente la band. I Ratt lo rimpiazzarono con il singer Jizzy Pearl (ex-Love/Hate e L.A. Guns). Keri Kelli, che aveva abbandonato la band nello stesso periodo di Pearcy, venne sostituito dall'ex singer dei The Scream e Mötley Crüe, John Corabi, nel ruolo di chitarrista. Il concerto alla House of Blues di Hollywood nel 2000 venne realizzato come bootleg. Nel 2001, l'ex chitarrista Robbin Crosby annunciò pubblicamente di essere malato di AIDS. Nel 2002 morì tuttavia di overdose di eroina e non per AIDS come ci si sarebbe aspettato. Negli anni successivi, i Ratt continuarono la loro attività, in festival come il Rock Never Stops tour al fianco di altri celebri gruppi hair metal degli anni ottanta. Nel 2001 Pearcy fece causa alla band, sostenendo che non avrebbero potuto citarsi con il nome "Ratt", poiché era lui a possederne i diritti. I diritti vennero assegnati a Blotzer e DeMartini, e Pearcy perse la causa. Pearcy continuò la carriera formando altri progetti: i Vicious Délite e Nitronic, oltre a pubblicare un live album degli Arcade intitolato A/3 - Live and Unreleased (2001). Egli si dedicò poi alla carriera solista esordendo nel 2002 con l'album Social Intercourse. Pearcy fondò anche un'etichetta discografica, la Top Fuel Records, che realizzò materiale inedito dei Ratt oltre a pubblicare i suoi dischi solisti. Nel dicembre 2006 i Ratt accolsero nuovamente il loro fondatore Stephen Pearcy. A seguito il gruppo intraprenderà tour negli USA e in Europa. John Corabi concluse la carriera con il gruppo nel 2008, venendo sostituito dallo storico ex chitarrista dei Quiet Riot, Carlos Cavazo, che suonò il primo show con i Ratt a Baton Rouge, Louisiana il 27 agosto 2008. Tuttavia, a causa di obblighi contrattuali, Corabi suonò con la band il 2 settembre a Virginia Beach.
Nel 2009 il gruppo firma un accordo discografico con la Roadrunner Records e annuncia l'uscita del settimo album in studio, dal titolo Infestation, che esce nell'aprile 2010. L'album viene anticipato di alcune settimane dal nuovo singolo e video Best of Me, e seguito da un tour mondiale. Il disco segna il ritorno in classifica dei Ratt, raggiungendo la trentesima posizione della Billboard 200 con circa 14 000 copie vendute durante la prima settimana nei negozi.
Nel maggio 2012 il bassista originale della band Juan Croucier è ritornato al posto del suo sostituto Robbie Crane. Si rincorrono le voci sulla possibile uscita di un nuovo album, ma il 24 aprile 2014 Stephen Pearcy annuncia di aver lasciato nuovamente la band. In seguito all'abbandono del cantante, i Ratt entrano in una fase di stallo durante la quale i diritti sul nome vengono rilevati dal batterista Bobby Blotzer, che decide di esibirsi ugualmente con una propria formazione chiamata Bobby Blotzer's Ratt Experience a partire dal 2015. Nell'ottobre dello stesso anno Warren DeMartini fa causa a Blotzer per aver utilizzato il nome della band a scopo personale. Il tribunale di Los Angeles respinge la richiesta e Blotzer continua a suonare con la propria formazione anche durante il 2016. Parallelamente gli altri membri originali, Pearcy, Croucier e DeMartini, decidono di espellere Blotzer dal gruppo e annunciano il loro Back for More tour, con Jimmy DeGrasso (ex-Y&T, White Lion e Megadeth) alla batteria.

### Lo scioglimento definitivo
Nel 2022 la band decise di sciogliersi definitivamente. Nel settembre dello stesso anno, Pearcy rivelò tuttavia che avrebbe voluto continuare il progetto Ratt solo con i restanti compagni di band dell'era classica. Disse che riunirsi con i membri sarebbe stato "tutto un affare più o meno". Rivelò anche di essersi pentito di essere andato in tour come Ratt con il solo Croucier della formazione classica, e che avrebbe continuato a suonare le canzoni dei Ratt con la sua band solista.
Nel settembre 2023, Pearcy smentì le voci su una eventuale reunion.

## Formazione

### Formazione attuale
- Stephen Pearcy – voce (1978-1992; 1996-2000; 2006-2022)
- Warren DeMartini – chitarra (1981-1992; 1996-2022)
- Carlos Cavazo – chitarra (1982-1992; 2006-2022)
- Juan Croucier – basso (1982–1992, 2012–2022)
- Jimmy DeGrasso – batteria (2016-2022)

### Ex componenti
- Robbin Crosby – chitarra (1981-1991)
- Joey Cristofanilli – basso (1981-1982)
- Khurt Maier – batteria (1981-1982)
- Marq Torien – chitarra (1982)
- Michael Schenker – chitarra (1990-1991)
- Keri Kelli – chitarra (1999-2000)
- Robbie Crane – basso (1996-2012)
- Jizzy Pearl – voce (2000-2006)
- John Corabi – chitarra (2000-2008)
- Bobby Blotzer – batteria (1982-1992, 1996-2014)

## Discografia

### Album in studio
- 1984 – Out of the Cellar
- 1985 – Invasion of Your Privacy
- 1986 – Dancing Undercover
- 1988 – Reach for the Sky
- 1990 – Detonator
- 1999 – Ratt
- 2010 – Infestation

### EP
- 1983 – Ratt

### Raccolte
- 1991 – Ratt & Roll 81-91
- 1997 – Collage
- 2002 – The Essentials
- 2003 – Ratt: Metal Hits
- 2005 – Rhino Hi-Five: Ratt
- 2007 – Tell the World: The Very Best of Ratt
- 2011 – Flashback with RATT

## Videografia
- 1985 – Ratt: The Video
- 1991 – Detonator Videoaction 1991
- 2007 – Videos from the Cellar: The Atlantic Years